# Mastacembelus triolobus
Mastacembelus triolobus är en fiskart som beskrevs av Zhou och Yang 2011. Mastacembelus triolobus ingår i släktet Mastacembelus och familjen Mastacembelidae. Inga underarter finns listade i Catalogue of Life.